# 갤러틴강

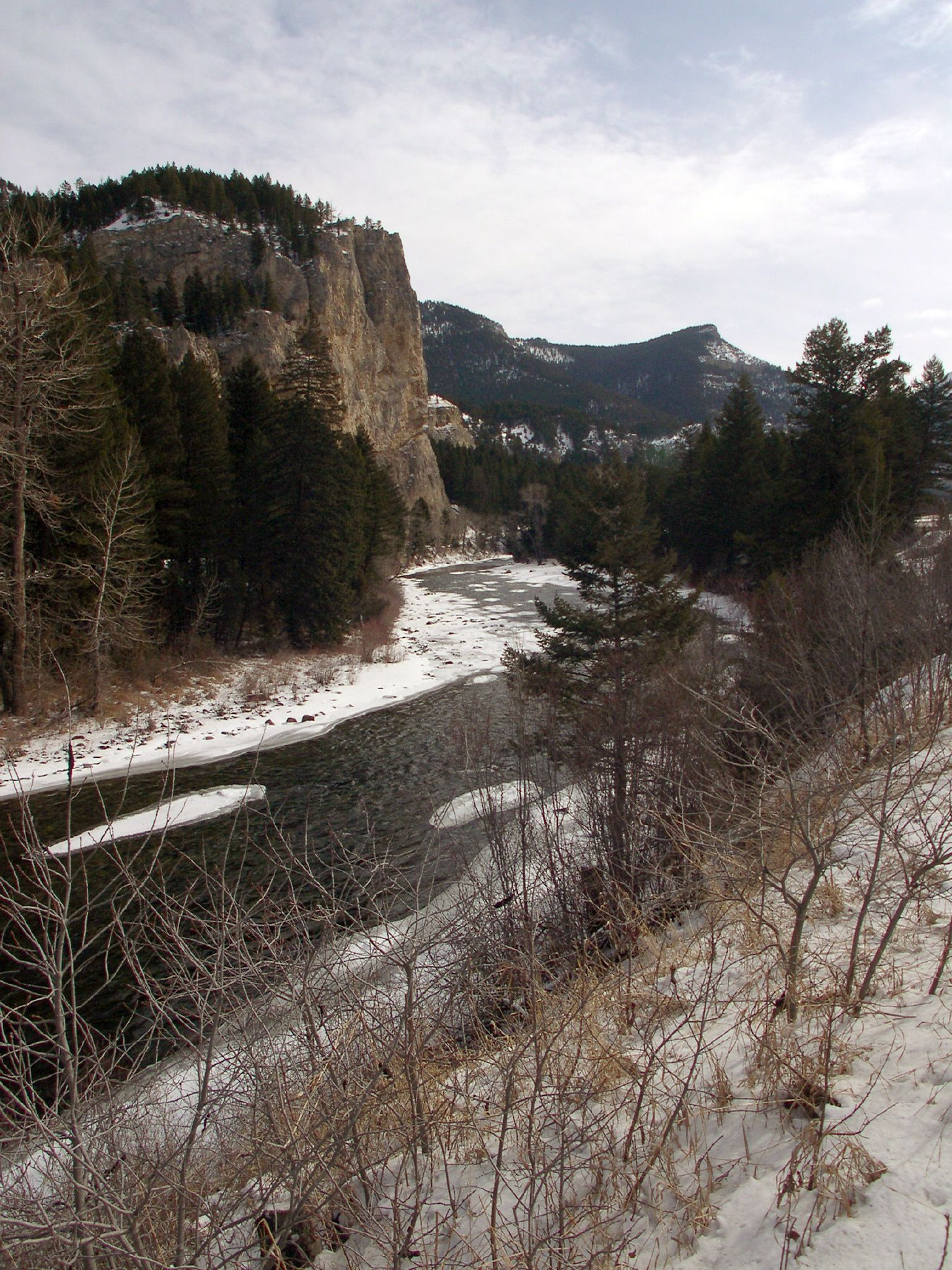

갤러틴강(Gallatin River)은 미주리 강의 지류로 길이는 약 193 km이다. 옐로스톤 국립공원과 갤러틴 국유림 등 와이오밍주와 몬태나주를 따라 흐른다. 제퍼슨 강, 매디슨 강과 합류하여 미주리 강을 이룬다.